# Dehradun
Dehradun (en hindi: देहरादून, Dēharādūn), conocida anteriormente como Dehra Dunn, es la capital del estado de Uttarakhand, en el norte de la India. Ubicada en la división de Garhwal, está situada en las laderas de la cordillera del Himalaya, 236 km al norte de la capital de India, Nueva Delhi y a 168 km de Chandigarh. Ocupa una extensión de 3088 km² y su población según datos del censo de 2001 era de 447 808 habitantes. Actualmente, está siendo desarrollada como un centro alternativo de crecimiento para ayudar a aliviar la migración y explosión demográfica en el área metropolitana de Delhi.

## Geografía
La geografía física del distrito de Dehradun va de los altos Himalayas a las llanuras. Raiwala es el punto más bajo y se sitúa a 315 m s. n. m., los puntos más altos están en las montañas Tiuni, que alcanzan los 3700 m s. n. m. En el valle de Dehradun se ubican localidades entre las que están Dehradun, Doiwala, Herbertpur, Vikasnagar, Sahaspur, Rishikesh, Raiwala y Clement Town.

## Leyenda
Según la mitología hindú, en este sitio nació Drona (el mítico maestro de los Pandavas). Su padre, el ermitaño Bharadwaja derramó semen en un jarro (drona), y de allí nació el bebé.

## Historia
La zona en la que está ubicada la actual Dehradun perteneció al reino de Ashoka en el siglo III a. C. Posteriormente, formó parte del estado principesco de Garhwal y se convirtió en uno de los objetivos de las tropas británicas durante la guerra anglo-nepalí de 1814. En 1815 los británicos expulsaron a los nepalíes de la región y anexionaron Dehradun a la India Británica.
Durante la Segunda Guerra Mundial la ciudad albergó un campo de internamiento para prisioneros del eje Roma-Berlín-Tokio, el cual aparece en la película Siete años en el Tíbet (1997).

## Clima
El clima en Dehradun es generalmente templado, aunque se distingue del clima tropical, pasando del calor en verano a muy frío, dependiendo de la estación y de la altitud en una ubicación específica. En las regiones montañosas aledañas nieva a menudo durante el invierno. La temperatura en Dehradun no desciende bajo 0 °C. Las temperaturas veraniegas pueden a menudo llegar a los 40 °C mientras que en el invierno oscilan entre 2 y 24 °C.
Durante la temporada del monzón a menudo hay lluvias fuertes y prolongadas. Dehradun y otras regiones de llanura en Uttarakhand reciben tanta precipitación como la región costera del estado de Maharashtra y más que Assam. El tiempo en invierno es suave en las partes elevadas pero a menudo hacer calor en el valle del Dehradun. La agricultura beneficia de fértiles suelos aluviales, drenaje adecuado y abundantes lluvias. En las regiones montañosas también se practica la agricultura. Dehradun es conocido por su variedad de arroz basmati y lichis.

## Lugares de interés
- Ram Rai Dabar: construido en 1675 por Aurangzeb. Se trata de un mausoleo que alberga los restos de Ram Rai, hijo de un gurú. El edificio consta de cuatro torres y una cúpula central en forma de bulbo.
- Chandrabani: situado a siete kilómetros del centro de la ciudad, este templo hinduista atrae a miles de fieles ya que se cree que en este templo reside la hija de la diosa Ganga.
- Cueva del Ladrón: Se trata de una formación que consiste en una cueva natural, donde los ríos fluyen dentro de la cueva.